# Martha Randall
Martha Randall   (Chicago, 12 de juny de 1948) és una nedadora estatunidenca, ja retirada, que va competir durant la dècada de 1960.
Amb tan sols 16 anys, el 1964 va prendre part en els Jocs Olímpics d'Estiu de Tòquio on va guanyar la medalla de bronze en els 400 metres estils del programa de natació. Finalitzà rere les seves compatriotes Donna de Varona i Sharon Finneran.
En el seu palmarès també destaquen tres medalles d'or i una de bronze a les Universíades de 1967 i el fet d'aconseguir dos rècords mundials, en els 400 metres lliures i els 4x100 metres estils.